# Congrès international des mathématiciens de 1998
Le Congrès international des mathématiciens de 1998 (en abrégé ICM 1998) était le vingt-troisième Congrès international des mathématiciens qui s'est tenu du 18 au 27 août 1998[Où ?].
Le Congrès a été suivi par Tom Lehrer, musicien et mathématicien, où il a interprété la chanson That's Mathematics!, célébrant la preuve du dernier théorème de Fermat. C'était pour célébrer la preuve d'Andrew Wiles, bien qu'elle n'ait pas été bien comprise par tous les mathématiciens présents. Andrew Wiles n'a pas assisté à cette conférence, bien qu'il ait participé au Heidelberg Laureate Forum[incompréhensible].